# 텔티
텔티(Telti, 갈루레세: Tèlti, 사르데냐어: Telti)는 이탈리아 사르데냐 북부 사사리도의 도시이자 코무네이다.